# Kvarnhustjärnen (Skorpeds socken, Ångermanland)
Kvarnhustjärnen är en sjö i Örnsköldsviks kommun i Ångermanland och ingår i Nätraåns huvudavrinningsområde.